# La Motada
La Moutade és un municipi francès situat al departament del Puèi Domat i a la regió d'Alvèrnia-Roine-Alps. L'any 2007 tenia 463 habitants.

## Demografia

### Població
El 2007 la població de fet de La Moutade era de 463 persones. Hi havia 188 famílies de les quals 39 eren unipersonals (16 homes vivint sols i 23 dones vivint soles), 59 parelles sense fills, 78 parelles amb fills i 12 famílies monoparentals amb fills.
La població ha evolucionat segons el següent gràfic:
Habitants censats

### Habitatges
El 2007 hi havia 209 habitatges, 186 eren l'habitatge principal de la família, 12 eren segones residències i 11 estaven desocupats. 201 eren cases i 8 eren apartaments. Dels 186 habitatges principals, 157 estaven ocupats pels seus propietaris, 26 estaven llogats i ocupats pels llogaters i 3 estaven cedits a títol gratuït; 3 tenien una cambra, 6 en tenien dues, 31 en tenien tres, 47 en tenien quatre i 100 en tenien cinc o més. 148 habitatges disposaven pel capbaix d'una plaça de pàrquing. A 61 habitatges hi havia un automòbil i a 117 n'hi havia dos o més.

### Piràmide de població
La piràmide de població per edats i sexe el 2009 era:
| Homes | Edats   | Dones |
| ----- | ------- | ----- |
| 0     | 95 o +  | 0     |
| 0     | 90 a 94 | 0     |
| 8     | 85 a 89 | 4     |
| 0     | 80 a 84 | 4     |
| 12    | 75 a 79 | 0     |
| 4     | 70 a 74 | 16    |
| 8     | 65 a 69 | 8     |
| 16    | 60 a 64 | 0     |
| 8     | 55 a 59 | 16    |
| 0     | 50 a 54 | 12    |
| 24    | 45 a 49 | 8     |
| 12    | 40 a 44 | 20    |
| 16    | 35 a 39 | 20    |
| 20    | 30 a 34 | 8     |
| 4     | 25 a 29 | 16    |
| 4     | 20 a 24 | 4     |
| 24    | 15 a 19 | 20    |
| 16    | 10 a 14 | 12    |
| 8     | 5 a 9   | 4     |
| 24    | 0 a 4   | 4     |

## Economia
El 2007 la població en edat de treballar era de 294 persones, 226 eren actives i 68 eren inactives. De les 226 persones actives 218 estaven ocupades (118 homes i 100 dones) i 9 estaven aturades (3 homes i 6 dones). De les 68 persones inactives 30 estaven jubilades, 21 estaven estudiant i 17 estaven classificades com a «altres inactius».

### Ingressos
El 2009 a La Moutade hi havia 188 unitats fiscals que integraven 474 persones, la mediana anual d'ingressos fiscals per persona era de 20.387 €.

### Activitats econòmiques
Dels 9 establiments que hi havia el 2007, 2 eren d'empreses de construcció, 2 d'empreses de comerç i reparació d'automòbils, 2 d'empreses d'hostatgeria i restauració, 1 d'una empresa d'informació i comunicació, 1 d'una empresa de serveis i 1 d'una empresa classificada com a «altres activitats de serveis».
Dels 3 establiments de servei als particulars que hi havia el 2009, 1 era un guixaire pintor, 1 fusteria i 1 restaurant.
L'any 2000 a La Moutade hi havia 11 explotacions agrícoles.

## Equipaments sanitaris i escolars
El 2009 hi havia una escola elemental integrada dins d'un grup escolar amb les comunes properes formant una escola dispersa.

## Poblacions més properes
El següent diagrama mostra les poblacions més properes.